# Лесная Поляна (Новосибирская область)
Лесна́я Поля́на — станция в Коченёвском районе Новосибирской области России. Административный центр Леснополянского сельсовета.

## География
Площадь станции — 172 гектара.

## История
Основана в 1907 году. В 1926 году посёлок Захолустный состоял из 71 хозяйства, проживало 320 человек (169 мужчин и 151 женщина), основное население — украинцы. В нём располагалась школа 1-й ступени и изба-читальня. В административном отношении являлся центром Захолустного сельсовета Коченёвского района Новосибирского округа Сибирского края. В 1962 году указом Президиума Верховного Совета РСФСР населённый пункт при железнодорожной станции Захолустное переименован в посёлок Лесная Поляна.

## Население
| 2002 | 2007  | 2010 |
| ---- | ----- | ---- |
| 861  | ↗1053 | ↘961 |

## Инфраструктура
На станции по данным на 2007 год функционируют 1 учреждение здравоохранения и 1 учреждение образования.